# Kanton Saint-Maixent-l'École-1
Kanton Saint-Maixent-l'École-1 (fr. Canton de Saint-Maixent-l'École-1) je francouzský kanton v departementu Deux-Sèvres v regionu Poitou-Charentes. Skládá se ze sedmi obcí.

## Obce kantonu
- Augé
- Azay-le-Brûlé
- Cherveux
- La Crèche
- François
- Saivres
- Saint-Maixent-l'École